# Emir Sahiti
Emir Sahiti (Zemun, 29. studenog 1998.) kosovski-albanski je nogometaš koji igra na poziciji lijevog krila za HSV i kosovsku reprezentaciju.

## Klupska karijera

### Početak karijere i Trepča '89.
Sahiti je započeo igrati za mlade momčadi kosovskih klubova Ramiz Sadiku i Priština. U travnju 2014. Sahiti je sa svojim bratom Suadom bio na probi u belgijskom timu Standard Liège, ali nije ostao makar je bilo predviđeno da će potpisati ugovor. Dana 25. lipnja 2015. pridružio se kosovskom klubu Trepča '89.

### Rabotnički
Potpisao je dvogodišnji ugovor s makedonskim prvoligaškim klubom Rabotničkim u lipnju 2015., a ovaj bi transfer postao pravno učinkovit u kolovozu 2015. Tamo je igrao i njegov brat Suad Sahiti. Dana 17. listopada 2015. Sahiti je debitirao u utakmici bez golova protiv Bregalnice Štip.

### Posudba u Hajduk Split II
Dana 3. veljače 2018., Sahiti se pridružio ekipi Hajduk Split II u sklopu šesteromjesečne posudbe s mogućnošću otkupa. Dana 10. ožujka 2018. debitirao je u protiv Gorice nakon što je ušao kao zamjena u 78. minuti umjesto Tonia Teklića. Gorica je tu utakmicu dobila 3:0.

### Povratak u splitski Hajduk
Dana 29. kolovoza 2018. potpisao je četverogodišnji ugovor s hrvatskim klubom Hajduk Split. Za prvu momčad debitirao je 23. veljače 2019. u utakmici bez golova protiv Gorice nakon što je ušao kao zamjena u 68. minuti umjesto Anthonyja Kalika.

### Posudba u Šibenik
Dana 21. srpnja 2020. Sahiti je posuđen Šibeniku na jednu sezonu. Debitirao je 15. kolovoza 2020. u utakmici 1. HNL protiv Rijeke od koje je Šibenik izgubio 2:1.

## Reprezentativna karijera
Od 2015. do 2019. Sahiti je bio član reprezentacije Albanije do 19 i 21 godine. 
Dana 28. prosinca 2021. Kosovski nogometni savez objavio je da je Sahiti odlučio predstavljati njihovu reprezentaciju. Dana 18. ožujka 2022. Sahiti je dobio poziv za prijateljske utakmice protiv Burkine Faso i Švicarske, ali zbog ozljede nije mogao biti dio reprezentacije. Njegov debi za Kosovo dogodio se 9. lipnja u utakmici UEFA Lige nacija 2022./23. protiv Sjeverne Irske nakon što je ušao kao zamjena u 88. minuti umjesto Milota Rashice.

## Osobni život
Sahiti je rođen u Zemunu, od roditelja Albanaca iz Medveđe i mlađi je brat kosovskog reprezentativca Suada Sahitija.